# Ivandol (Krško, Slovenija)
Ivandol je naselje u Općini Krško u istočnoj Sloveniji. Ivandol se nalazi u pokrajini Dolenjskoj i statističkoj regiji Donjoposavskoj. 

## Stanovništvo
Prema popisu stanovništva iz 2002. godine Ivandol je imao 28 stanovnika.

## Vanjske poveznice
- Satelitska snimka naselja  Arhivirana inačica izvorne stranice od 29. srpnja 2017. (Wayback Machine)